# Resident Evil Zero
Resident Evil Zero, conosciuto in Giappone come Biohazard 0 (バイオハザード0?, Baiohazādo 0), è un videogioco della serie Resident Evil, pubblicato da Capcom nel 2002 per GameCube. Nel 2016 è stata distribuita una versione rimasterizzata del titolo per PlayStation 3, PlayStation 4, Xbox 360, Xbox One e Microsoft Windows.

## Trama
Il 23 luglio 1998, lo S.T.A.R.S. Bravo Team viene inviato nelle montagne Arklay per comprendere il motivo di una serie di inspiegabili omicidi. Durante la ricognizione l'elicottero su cui viaggia la squadra ha un'avaria al motore e il pilota Edward Dewey è costretto ad atterrare nella foresta.
L'elicottero è ormai inutilizzabile e la squadra decide di perlustrare la zona per renderla sicura. Durante la perlustazione si imbattono in un furgone per il trasporto dei detenuti ribaltato su un fianco ed all'interno due cadaveri della polizia militare.
Grazie ad un documento all'interno dell'abitacolo la squadra Bravo scopre che all'appello manca il detenuto, il Tenente dei Marine Billy Coen, che doveva essere trasportato al luogo della sua esecuzione per aver ucciso 23 persone. Vedendo in che stato sono i corpi dei militari e l'assenza di Billy, Enrico Marini invita la squadra a tenere gli occhi aperti e catturare il fuggiasco a cui attribuisce il doppio omicidio delle guardie.
Continuando l'esplorazione della foresta buia, Rebecca Chambers, ufficiale medico e membro più giovane dello S.T.A.R.S. trova un treno fermo di proprietà dell'Umbrella Corporation e sinistramente silenzioso. Insospettita decide di entrare a controllare. All'interno Rebecca viene attaccata dai passeggeri del treno, ormai trasformati in zombi aggressivi e spietati. Volendo indagare a fondo sulla questione decide di continuare le ricerche all'interno del treno, e poco dopo irrompe dalla finestra Edward Dewey, con il corpo sanguinante per colpa delle ferite. Il pilota informa Rebecca che strani cani mutanti infestano la foresta e dopo aver messo in guardia la ragazza si accascia al suolo senza vita. Poco dopo i cani zombi attaccano Rebecca che riesce a sconfiggerli.
Continuando l'esplorazione del treno Rebecca trova finalmente Billy, ma quest'ultimo non intende né collaborare con la ragazza né essere arrestato, e si allontana nuovamente. Resa sicura la maggior parte del piano terra, a Rebecca non resta altro che esplorare il piano superiore del treno. Nel vagone ristorante Rebecca vede il corpo di un uomo, non ha l'aspetto di uno zombi ed è apparentemente vivo, seduto ad un tavolo. Ma non appena la ragazza si avvicina a controllare l'uomo si alza e l'attacca. Il nuovo mostro è un insieme di sanguisughe che unite in gruppo assumono la sembianza di una persona umana, e solo l'intervento di Billy salva Rebecca da una brutta fine, a questo punto i due decidono di collaborare.
Improvvisamente il treno riprende la marcia e i due scorgono dal finestrino una strana figura su una collina che richiama a sé centinaia di sanguisughe.
Arrivati alla locomotiva, dopo aver ucciso anche uno scorpione gigante, i due trovano i corpi di due componenti delle squadre speciali Umbrella (quelli che avevano riattivato il treno) uccisi dalle sanguisughe che ormai si trovano in tutti i vagoni del treno. Ma la scoperta più agghiaccante è che il treno, ormai fuori controllo, si sta dirigendo verso la fine dei binari a tutta velocità. Solo la collaborazione tra i due (che azionano i freni d'emergenza) li salva da una fine tragica, anche se non riescono ad evitare il deragliamento del treno.
Nonostante la brusca frenata e qualche ammaccatura, Billy e Rebecca continuano a proseguire il loro cammino. Il treno è deragliato in quello che sembra essere il sotterraneo di un edificio. Una volta risalita la scaletta in metallo ed aperto la botola, sbucano in un grande atrio, abbandonato da tempo, con al centro un quadro che Billy riconosce nel Dottor James Marcus, dirigente dell'Umbrella morto dieci anni prima. Esplorando lo stabile i due scoprono che si trovano nel Centro di Addestramento dell'Umbrella Corporation, che fu abbandonato dopo la morte del dottor Marcus, e che solo recentemente la stessa Umbrella aveva deciso di riattivare (questo spiega il treno carico di passeggeri, erano tutti scienziati dell'Umbrella pronti per il trasferimento nel Centro).
I documenti trovati nelle stanze del Centro di Ricerca sono agghiaccianti, l'Umbrella stava facendo esperimenti per la creazione di armi biologioche (B.O.W.) mutanti, e a capo delle ricerche c'era Marcus stesso, che era riuscito a creare un virus per rendere più aggressivo il corpo ospite, da qui il nome Virus-T (ovvero "Virus Tiranno"). Inizialmente tutto era iniziato su esperimenti sulle sanguisughe, ma col tempo si era deciso ad usare altre cavie, esseri umani inclusi.
Le insidie che Billy e Rebecca affrontano nel Centro di Addestramento, come il centopiedi gigante, scimmie mutate, insetti, corvi e altri zombi, non fanno altro che rafforzare il legame tra i due, e dopo essere stata salvata per la seconda volta da morte certa (la ragazza rischiava cadere nel vuoto dopo l'attacco di una scimmia da laboratorio) Rebecca capisce che sia impossibile che Billy abbia ucciso 23 persone, e il ragazzo, in vena di confidenze, racconta la vera versione dei fatti, un anno prima era in missione insieme alla sua squadra in Africa in cerca del villaggio di un gruppo guerriglieri, alcuni dei suoi compagni morirono per il caldo, altri per gli attacchi subiti. I sopravvissuti, Billy e altri tre soldati, si ritrovarono in un villaggio di civili innocenti, immediatamente capirono che le informazioni nelle loro mani erano errate e non c'era nessun villaggio di guerriglieri da quelle parti. Ma il comando (che non voleva che i soldati tornassero a mani vuote) diede l'ordine di attaccare ugualmente, Billy prima si rifiutò poi venne tramortito dai compagni che gli diedero la colpa dell'attacco e della morte dei civili, e per questo fu condannato alla pena capitale. Anche i militari trovati nel furgone erano morti per i morsi dei cani mutanti.
Ricominciata l'esplorazione del Centro i due arrivano all'osservatorio, e qui grazie ad un meccanismo attivato da tre targhe con sopra il motto dell'Umbrella riescono a proseguire fino al laboratorio dell'Umbrella, riuscendo ad uccidere anche un pipistrello gigante.
Durante l'esplorazione del nuovo stabile una scimmia infetta attacca Billy che cade in un canale pieno d'acqua. Decisa a ricambiare i favori, Rebecca decide di andare al piano inferiore a cercarlo, ma arrivata all'ascensore viene raggiunta da Enrico, che la informa che la squadra Bravo si sta radunando in una villa non lontana. La ragazza intenta a voler salvare Billy senza che il suo capitano lo sappia, afferma di non averlo ancora visto e di essere intenzionata a continuare l'esplorazione del laboratorio per vedere se Billy si nascondesse nei paraggi. Credendo alla versione di Rebecca, Enrico la lascia perlustrare il piano da sola.
Una volta sola Rebecca viene attaccata da un'ennesima creazione dell'Umbrella, il Tyrant 001. Anche se lento, essendo un prototipo, il mostro possiede artigli affilati ed una potenza mai vista prima. Ma la giovane ha la meglio anche sul gigante che stremato cade a terra.
Passata la paura Rebecca ritrova finalmente Billy, ed una macabra scoperta, la stanza è piena dei corpi in decomposizione di quelli che erano state le cavie di Marcus, non solo insetti e rettili, ma anche ossa umane.
Lasciata la stanza degli orrori alle spalle, Billy e Rebecca hanno un secondo incontro con il Tyrant 001. Questa volta riescono ad ucciderlo definitivamente e riescono a proseguire.
I due arrivano in una stanza piena zeppa di uova di sanguisughe, sopra di loro, su una passerella, lo strano uomo che avevano visto sulla collina mentre erano sul treno. Il giovane si presenta come il dottor James Marcus e rivela loro di essere stato ucciso, su ordine di Spencer, dieci anni prima, da un gruppo di agenti Umbrella. Il corpo di Marcus fu gettato nel canale di scolo, ma le sanguisughe, trattate con il Virus-T, che Marcus aveva allevato e curato come fossero suoi figli, entrarono nel suo corpo e grazie ad esse ritornò alla vita. Rianimato e deciso a vendicarsi del torto subito da parte dell'Umbrella decise di attaccare il treno con a bordo gli scienziati dell'Umbrella, scatenando l'epidemia con le sue sanguisughe che riesce a controllare grazie alla sanguisuga regina al suo interno.
Ma tutto ad un tratto le sanguisughe all'interno del corpo di Marcus si ribellano fino ad avvolgerlo completamente e a trasformarlo in una sanguisuga antropomorfa armata di tentacoli che attacca Billy e Rebecca.
I due, dopo una dura battaglia, riescono ad abbattere la creatura e decidono di usare un ascensore per scappare dalla struttura che sta per esplodere. Infatti Albert Wesker e William Birkin avevano spiato i due sin dal loro arrivo nel Centro di ricerche grazie alle telecamere di sorveglianza, visto ciò decidono di attivare il sistema di autodistruzione nel tentativo di cancellare ogni prova del coinvolgimento dell'Umbrella. Wesker aveva annunciato di voler continuare con il piano iniziale (attirare i membri del Team Alpha nella villa per testare le B.O.W. con persone addestrate alla battaglia) mentre Birkin avrebbe attivato l'autodistruzione, continuando poi in separata sede, lo sviluppo del virus G, un virus più potente della versione T creata da Marcus.
Una volta raggiunto un magazzino, Billy e Rebecca scoprono che oltre ad avere i minuti contati devono guardarsi anche dalla sanguisuga regina, che risalita la tromba dell'ascensore attacca i due. I normali proiettili sono quasi inutili, l'unico modo per ucciderla è di esporla direttamente alla luce solare. Dopo aver azionato il meccanismo per aprire il tetto, la luce inonda il magazzino facendo arretrare la regina. Il colpo di grazia viene sparato da Billy con un potente Revolver, trovato da Rebecca e lanciato al partner, che fa ricadere la regina nella tromba dell'ascensore avvolta dalle fiamme dell'esplosione.
Scampati all'esplosione appena in tempo i due si ritrovano in cima ad una collina da cui si vede la villa di cui parlava Enrico. Rebecca sa di dover continuare la missione e di dover lasciare Billy per sempre.
Come ultimo gesto Rebecca fa sapere che per lei Billy Coen è ufficialmente morto, lasciandolo libero di continuare la fuga indisturbato. E dopo un malinconico saluto militare, Rebecca si gira decisa a raggiungere la villa consapevole che tra i due è nato qualcosa di più profondo di una semplice amicizia.

## Sviluppo
La prima rivelazione del progetto del gioco fu fatta nel 2000 durante il Tokyo Game Show. Il gioco inizialmente era stato pensato per un'altra piattaforma, il Nintendo 64, per via della tecnologia chiamata partner zapping. Infatti gli sviluppatori credevano che le cartucce di tale console sarebbero state in grado di supportare meglio le possibilità introdotte: quella di poter cambiare il giocatore e la possibilità di abbandono di oggetti, rispetto ad altre che utilizzavano i cd, tipo Sony PlayStation e Sega Dreamcast, escludendo in tal modo i tempi di caricamento. Con la tecnologia a 128 bit questo non fu più necessario e lo sviluppo del gioco venne spostato dal Nintendo 64 al GameCube. Dato che il GameCube utilizza un supporto ottico, i programmatori dovettero utilizzare programmi che riducessero radicalmente i tempi di caricamento. Anche la grafica ebbe notevoli miglioramenti per riuscire a reggere il passo con la concorrenza. Ad una delle due protagoniste, Rebecca, fu cambiato il costume che si era pensato originariamente in quanto la rendevano simile a Jill Valentine, ad esempio avrebbe dovuto indossare un berretto bianco al posto della bandana rossa che porta con sé. Il prodotto Resident Evil Zero fu molto pubblicizzato, sia all'interno di giochi come le versioni per Nintendo 64 di Resident Evil 2, chiamate Rebecca's Report e Mother Virus Report, che in alcune immagini presenti nelle stesse scatole di imballaggio del Nintendo 64, dove era presente la scritta Coming Soon.
Diversamente dagli altri prototipi di Resident Evil, i quali sono sempre stati radicalmente modificati, le varie modalità di gioco rimasero praticamente invariate.
Vi erano delle piccole differenze rispetto alla prima edizione progettata: il treno all'inizio della storia, l'Ecliptic Express, nella versione su N64 non si muoveva fino a quando il giocatore non lo attivava. Edward Dewey avrebbe dovuto perdere la mano in uno scontro con un cane zombi prima della sua morte (la quale mano avrebbe dovuto essere quella trovata da Joseph Frost nella sequenza d'apertura del gioco originale). Espediente reso poi non necessario grazie all'inclusione di Kevin Dooley nel Remake. La grafica della versione N64 era più simile a quella di Resident Evil 2 e Resident Evil 3: Nemesis che a quella di ogni altro titolo della serie.
Originariamente si era previsto che Resident Evil Zero avrebbe dovuto dare gli spunti necessari per il successivo episodio Resident Evil 4, la storia si doveva incentrare su Leon Scott Kennedy, dove dopo aver esplorato un castello europeo, si infetta con il virus e questo si sarebbe manifestato portando ad uno stato allucinatorio ripetuto nel gioco, ma quando Shinji Mikami divenne direttore di Resident Evil 4 decise di ricominciare da zero, senza pensare al lavoro svolto in precedenza, fornendo elementi nuovi.

## Grafica
Utilizza lo stesso motore grafico utilizzato già in precedenza per il remake di Resident Evil, a ciò si aggiungono due fondamentali novità:
- La possibilità, per il giocatore, di interpretare due personaggi anche in contemporanea, questo viene reso possibile dalla giocabilità del titolo: infatti mediante la pressione repentina di un tasto del controller si cambia il protagonista
- Cambio del sistema di gestione precedente: le classiche casse nelle stanze di salvataggio non ci sono più e gli oggetti che non sono necessari nell'immediato vengono abbandonati sul posto, recuperandoli all'occorrenza.

## Contenuti sbloccabili
In seguito al completamento del gioco vengono resi disponibili i seguenti extra:
- Costumi Alternativi (Una volta terminato il gioco con qualunque voto in modalità Normale o Difficile). Rebecca nella nuova partita possiede l'oggetto chiamato "chiave dell'armadio" (già presente nell'inventario) con il quale può aprire l'armadio nella Cabina 101 del treno. I vestiti disponibili sono un vestito con occhiali da sole per Billy, un completo di pelle (top e pantaloni) per Rebecca ed uno da cowgirl per Rebecca (presente anche nel Remake).
- Mitragliatrice (Terminare il gioco in meno di 5 ore, con voto A in modalità Normale o Difficile). L'oggetto sarà presente nell'inventario iniziale di Billy nella partita successiva.
- Lanciarazzi con munizioni infinite (Terminare il gioco in meno di 3,5 ore, con voto S in modalità Normale o Difficile). L'oggetto sarà presente nell'inventario di Rebecca nella partita successiva.
- Minigioco "Cacciatore di sanguisughe" ("Leech Hunter"). Bisogna collezionare i 100 gioielli a forma di sanguisughe che si trovano all'interno dell'edificio principale. 50 gioielli sono blu e possono essere raccolti solo da Billy mentre i rimanenti, di colore verde, soltanto da Rebecca. Una volta raccolto un gioiello (si possono raccogliere massimo 10 alla volta), non può essere più lasciato a terra. Raccolti i gioielli per uscire bisogna fuggire dall'entrata principale dell'edificio. Se un personaggio muore, il gioco termina e vengono contati solo i gioielli in possesso del compagno sopravvissuto. Conquistando un determinato numero di gioielli si ottiene una ricompensa:
  - 100 Gioielli Sanguisuga: Munizioni infinite per tutte le armi.
  - 90-99 Gioielli Sanguisuga: Il Revolver Magnum apparirà nella stanza 202 del Treno.
  - 60-89 Gioielli Sanguisuga: Munizioni infinite per il fucile da caccia.
  - 30-59 Gioielli Sanguisuga: Le pistole equipaggiate avranno munizioni infinite.
  - 1-29 Gioielli Sanguisuga: Munizioni per la mitragliatrice saranno disponibili nel gioco principale.
- Nel gioco si può assistere ad un video extra. Per poterlo vedere bisogna, una volta avuto il controllo di Rebecca, andare in fondo al treno ad attivare il sistema dei freni. Si assiste a Edward trasformarsi in uno zombi e Rebecca che, terrorizzata, lo riconosce.

## Versioni

### HD Remaster
Il 26 maggio 2015 Capcom ha annunciato una versione rimasterizzata del gioco, intitolata Resident Evil Zero HD Remaster. I dettagli sono:
- Sono state create nuove texture in alta risoluzione.
- È possibile giocare nel formato originale 4:3 o in quello nuovo 16:9.
- Nuovi comandi.
- Audio rimasterizzato in 5.1.
- Supporta i trofei/obiettivi.
- Integrato con ResidentEvil.net.
- Nuovo contenuto: "Modalità Wesker"
- Nuovi costumi
- Risoluzione in 720p e in 1080p
- Il titolo gira a 30 fps su console, 60 fps su PC ad eccezione dei fondali prerenderizzati, fermi a 30 fps come nella versione console

## Recensioni
Resident Evil Zero è stato generalmente ben accolto dalla critica. I recensori hanno apprezzato la grafica e l'atmosfera del titolo descritta come "meravigliosamente spettrale". GameSpot ha descritto la colonna sonora "che vi terrà costantemente nella paura". Game Informer ha trovato la trama "nel suo complesso ... abbastanza buona". Il gioco ha una buona grafica ma il gameplay è abbastanza "goffo", inoltre questo porta Resident Evil Zero a un passo indietro per alcuni aspetti. Per 1UP ha elogiato la grafica ma ha trovato la trama "poco convincente". IGN ha trovato alcune delle meccaniche di gioco obsolete e controlli lenti, comunque ha dichiarato che è un "survival horror abbastanza solido".
La versione Wii è stata abbastanza criticata per la mancanza di migliorie e perché è peggio della versione GameCube.
L'edizione rimasterizzata del gioco ha avuto medie recensioni. I recensori hanno elogiato il titolo dicendo che la versione remaster è di buona qualità ed è stato fatto un lavoro più curato rispetto alla versione rimasterizzata di Resident Evil Rebirth, anche se è stata bocciata l'intelligenza artificiale del partner, e non ha avuto degni contenuti aggiuntivi.
| Pubblicazione                        | Voti                                  |
| ------------------------------------ | ------------------------------------- |
| 1UP                                  | B+ (GCN)                              |
| AllGame                              | (GCN) (WII)                           |
| Eurogamer                            | 8/10 (GCN) 7/10 (WII)                 |
| Famitsu                              | 38/40 (GCN)                           |
| Game Informer                        | 9.3/10 (GCN)                          |
| GamePro                              | (GCN)                                 |
| Game Revolution                      | B (GCN)                               |
| GameSpot                             | 8.0/10 (GCN) 7/10 (HD XONE)           |
| GameSpy                              | (GCN)                                 |
| GameRadar                            | (WII)                                 |
| GameZone                             | 9.3/10 (GCN)                          |
| IGN                                  | 8.2/10 (GCN) 4.5/10 (WII) 6.5/10 (HD) |
| IGN Italia                           | 7,7/10 (HD)                           |
| Multiplayer                          | 7,5/10 (PC HD)                        |
| ONM                                  | 78 %                                  |
| Spaziogames                          | 7/10 (HD)                             |
| Metarecensioni                       | Voto                                  |
| GameRankings basato su 62 recensioni | 84.18% (GCN)                          |
| GameRankings basato su 24 recensioni | 71.96% (XONE)                         |
| GameRankings basato su 25 recensioni | 70.20% (PS4)                          |
| GameRankings basato su 1 recensioni  | 70.00% (PS3)                          |
| GameRankings basato su 14 recensioni | 63.21% (PC)                           |
| Metacritic basato su 36 recensioni   | 83/100 (GCN)                          |
| Metacritic basato su 45 recensioni   | 70/100 (PS4)                          |
| Metacritic basato su 30 recensioni   | 69/100 (XONE)                         |
| Metacritic basato su 22 recensioni   | 68/100 (PC)                           |
| Metacritic basato su 17 recensioni   | 62/100 (WII)                          |

## Vendite
Resident Evil Zero in totale ha venduto più di tre milioni di copie.
| Posizione | Data di uscita | Titolo                       | Piattaforma                          | Unità vendute |
| --------- | -------------- | ---------------------------- | ------------------------------------ | ------------- |
| 32        | gennaio, 2016  | Resident Evil 0: HD Remaster | PS3, PS4, Xbox 360, Xbox One, PC, DL | 2.200.000     |
| 70        | novembre, 2002 | Resident Evil 0              | Gamecube                             | 1.250.000     |

## Romanzo
Il gioco è stato trasposto nel romanzo Zero Hour da S.D. Perry, che riprende le vicissitudini dei protagonisti del gioco Rebecca Chambers e Billy Coen. L'opera si pone cronologicamente sia prima di Resident Evil che del libro Tyrant il distruttore.